# Клемсон Тайгерс (баскетбол)
Клемсон Тайгерс (англ. Clemson Tigers) — баскетбольная команда, представляющая Клемсонский университет в первом баскетбольном мужском дивизионе NCAA. Располагается в Клемсоне (штат Южная Каролина). В настоящее время команда выступает в Конференции Атлантического Побережья. Домашние игры «Тайгерс» проводят в «Литлджон-колизеуме». Наибольшим успехом команды является выход в четвертьфинал турнира NCAA в 1980 году. С 2010 года главным тренером команды является Бред Браунелл.

## История
Баскетбольная программа в Клемсонском университете была основана в 1912 году. Первые две игры «Тайгерс» сыграли в Гринвилле (Южная Каролина). 9 февраля 1912 года они обыграли Фурхем со счётом 46:12, а вечером того же дня разгромили «Батлер Гардс» со счётом 76:6. В этом матче братья Джон и Фрэнк Эрвины на двоих набрали 74 очка, а сам Джон, набравший 58 очков, установил рекорд Клемсона, который до сих пор никто не превзошёл. «Тайгерс» выиграли первые семь своих матчей, таким образом их победная серия на старте программы является лучшей среди других членов конференции ACC. Первым тренером команды был Фрэнк Добсон, под руководством которого «Тайгерс» в первых двух сезонах показали результат 13-5.

## Достижения
- Четвертьфиналист NCAA: 1980, 2024
- 1/8 NCAA: 1980, 1990, 1997,2018, 2024
- Участие в NCAA: 1980, 1987, 1989, 1990, 1996, 1997, 1998, 2008, 2009, 2010, 2011, 2018, 2021, 2024
- Победители турнира конференции: 1939
- Победители регулярного чемпионата конференции: 1990